# Joseph Rothe
Joseph Rothe (* 1759 in Böhmisch Kamnitz; † 18. März 1808 in Wien) war ein österreichischer Opernsänger (Bass) und Schauspieler.

## Leben
Rothe war von 1785 bis 1787 an den Wiener Hoftheatern tätig und 1792 bis 1803 Pächter des Theaters in Brünn. Anschließend wechselte er an das Theater an der Wien. Dort verkörperte er bei der Uraufführung von Beethovens Oper Fidelio am 20. November 1805 den Kerkermeister Rocco, ebenso bei den beiden Aufführungen der zweiten Fassung der Oper am 29. März und 10. April 1806.
Er wohnte zuletzt „an der Wien Nr. 7“, wo er am 18. März 1808 im Alter von nur 49 Jahren verstarb.
Rothe war mit der Sängerin Clara Rothe (1763–1826) verheiratet, die von 1785 bis 1793 zum Ensemble der Hoftheater gehörte, anschließend in Brünn sowie im Theater an der Wien tätig war.